# Aura Consuelo Zambrano
Aura Consuelo Zambrano Alejos (San Cristóbal, 16 de enero de 1981) es una reina de Belleza y empresaria Venezolana conocida por su participación en el Miss Internacional 2001 (1° Finalista), y por su spa ubicado en el estado Táchira.

## Biografía
Aura estudiaba 3er semestre de administración de empresas en la UNET, Empezó en el mundo de la belleza ganando el Reinado de la Feria Internacional de San Sebastián 2000, a raíz de su triunfo, se convirtió en la primera Miss Táchira electa, ya que antes se hacía por casting general, tenía 20 años y era una gran favorita para la noche final, obtuvo la posición de 1° Finalista, fue enviada al Miss Internacional 2001 donde Vivian Urdaneta entregaba corona, era la máxima favorita, pero como no creían en un back to back obtuvo la posición de Primera Finalista, según una entrevista que le realizaron, ya no quería pasar ni un día más en Japón, extrañaba su país y no le agradaba mucho ese país, al día siguiente se regresó a Venezuela, al año siguiente asistió a dos concursos, primero al Reina Internacional del Café donde clasificó como 1° Princesa (tercera en el orden), y después asistió al Miss Intercontinenetal 2002, donde pasó el mismo caso que en el Miss Internacional (Venezuela entregaba corona), obtuvo la posición 4° Finalista, en ese certamen también participó Natasha Börger, una exparticipante del Miss Venezuela, que debido a que no tuvo éxito en ese certamen, se mudó a Alemania (país de origen) y trató de superar a Cynthia y Aura en todos los certámenes posibles, ellas participaron con ella en el Miss Venezuela 2001
Después se mudó a México en donde participó en algunos capítulos de Betty La Fea, en la versión azteca y también hizo escenas de doble para la actriz Adela Noriega. Actualmente es empresaria, vive en San Antonio del Táchira, tiene una estética llamada “AZ Spa”.